# Mark Borissowitsch Mitin
Mark Borissowitsch Mitin (russisch Марк Борисович Митин; * 5. Juli 1901 in Schitomir, Russisches Kaiserreich; † 15. Januar 1987 in Moskau, Sowjetunion) war ein sowjetischer Historiker und Philosoph.

## Leben
Mitin war in den 1920er Jahren Komsomolfunktionär, 1929 Absolvent der philosophischen Abteilung des Instituts der Roten Professur. Von 1930 bis 1944 war er Chefredakteur der Zeitschrift Unter dem Banner des Marxismus, von 1939 bis 1944 Direktor des Instituts für Marxismus-Leninismus beim Zentralkomitee der KPdSU. 1939 wurde er zum Mitglied der Akademie der Wissenschaften der UdSSR gewählt.